# Rasagilina
La Rasagilina (conocido por su nombre comercial Azilect o AGN 1135) es un fármaco inhibidor irreversible de la monoamino oxidasa utilizada como monoterapia para los principios de enfermedad de Parkinson o como terapia adyuvante en los casos más avanzados. Es selectiva para la MAO tipo B sobre la tipo A por un factor de catorce. Actúa aumentando las concentraciones de determinadas sustancias naturales en el cerebro.
Fue desarrollado por Teva Neuroscience, inicialmente investigado por el profesor Moussa Youdim y el Prof. John Finberg de la Facultad de Medicina de Technion —Instituto Tecnológico de Israel.
Las propargilaminas como la rasagilina tienen propiedades neuro-protectoras, antiapoptópicas y protegen de los radicales libres (antioxidantes). La rasagilina se considera que tiene mejores propiedades neuroprotectoras en comparación con otros propargilaminas como la selegilina. La selegilina es metabolizada en un metabolito neurotóxico, mientras que la rasagilina no lo es. Dos metaanálisis sustentan el hecho que la rasagilina presenta un buen perfil de seguridad, además de su eficacia en los pacientes con enfermedad de Parkinson frente a placebo tanto en monoterapia o junto con levodopa.